# Archangelos (Exaplatanos)
Archangelos (griechisch Αρχάγγελος (m. sg.) ‚Erzengel‘, bis 1925 offiziell Ossiani Όσσιανη, meglenorumänisch Oșani) ist ein Ort im Norden Griechenlands und Teil des Gemeindebezirks Exaplatanos der Gemeinde Almopia in der Region Zentralmakedonien. Bekannt ist dieser Ort durch das Kloster des heiligen Michael, in dem mehrere Mönche vor allem der Ikonenmalerei nachgehen. Die Bewohner leben hauptsächlich von der Produktion von Kirschen. Touristisch ist der Ort wenig bekannt. Es existiert kein Hotel, aber einige Pensionen, Geschäfte, Restaurants und Kafenia.
Archangelos ist einer der Orte im ursprünglichen Verbreitungsgebiet der Meglenorumänischen Sprache.